# كين ريد (لاعب كرة قدم كندية)
كين ريد (بالإنجليزية: Ken Reed)‏ هو لاعب كرة قدم كندية أمريكي، ولد في 24 نوفمبر 1941 في بوبلار بلوف (ميزوري) في الولايات المتحدة، وتوفي في 5 سبتمبر 2014 في طريق الاسكا السريع في الولايات المتحدة بسبب حادث مرور.